# Gianluca Rossi
Gianluca Rossi (Terni, 11 giugno 1965) è un politico italiano.

## Biografia
Nasce a Terni l'11 giugno 1965, da una famiglia antifascista ternana. Suo nonno è stato vice-comandante della Brigata Garibaldi "Antonio Gramsci" nell'Italia centrale.
Conseguito la maturità scientifica, si è laureato in Medicina e Chirurgia presso l’Università degli Studi di Perugia e, nel medesimo ateneo, ha conseguito la specializzazione in Nefrologia. È dirigente medico presso l’U.O. di Medicina Generale del Presidio ospedaliero di Narni-Amelia della Asl 4 di Terni.

## Attività politica

### Gli inizi
Comincia il suo impegno politico nel 1982, quando si iscrive al Partito Comunista Italiano (PCI), dov'è stato segretario della sezione "A. Gramsci" di Terni.
Nel 1991 aderisce alla svolta della Bolognina del Partito Democratico della Sinistra (PDS), dove diventa Responsabile dell’organizzazione PDS di Terni, per poi confluire nel 1998 nei Democratici di Sinistra (DS) alla svolta di Massimo D'Alema, dove ricopre il ruolo di segretario cittadino dei DS di Stroncone, in provincia di Terni, oltre quello di Responsabile dell’organizzazione dell’Unione Territoriale dei DS.
Ad ottobre 2001 è stato eletto segretario cittadino dei DS di Terni, e successivamente a gennaio 2005 segretario provinciale dei DS di Terni, contemporaneamente dal 2001 al 2007 è stato membro del Consiglio Nazionale dei DS.

### Consigliere e assessore regionale
Alle elezioni regionali in Umbria del 2005 si candida nella lista Uniti nell'Ulivo, nella mozione della Dalemiana presidente uscente Maria Rita Lorenzetti, venendo eletto nella circoscrizione di Terni con 7.638 preferenze (risultando il più votato della città di Terni) in consiglio regionale dell'Umbria, diventando Presidente della Commissione Bilancio e con l’incarico di Capogruppo di Uniti nell’Ulivo, che diventerà Partito Democratico.
Venendo rieletto alle regionali Umbre del 2010 nel medesimo collegio, viene nominato assessore con deleghe regionali all’Economia, al Lavoro e alle Risorse finanziarie ed umane dal presidente della Regione Umbria Catiuscia Marini.

### Elezione a senatore
Alle elezioni politiche del 2013 è stato candidato al Senato della Repubblica, dove viene eletto tra le liste del Partito Democratico nella circoscrizione Umbria.
Il 24 gennaio 2014 ha presentato un disegno di legge sulla "Delega al Governo per la riforma del sistema dei confidi", approvato definitivamente il 5 luglio 2016,  diventato poi la Legge n. 150/16 del 13 luglio 2016, GU n. 182 del 5 agosto 2016.
Alle elezioni primarie del PD nel 2017 ha sostenuto la candidatura a segretario del PD di Andrea Orlando, allora Ministro della giustizia nel governo Gentiloni.
Non viene più ricandidato alle elezioni politiche del 2018, in quanto escluso dalle liste del Partito Democratico, tant'è che il 7 marzo 2018 rifiuta la tessera e dichiara di non volersi iscrivere al Partito Democratico in polemica con l'esclusione alle liste elettorali..

### Commissario del PD di Terni
Nell'ottobre 2019, a seguito delle dimissioni dei vertici locali del Partito Democratico di Terni ne diventa commissario straordinario su indicazione del Commissario straordinario del Partito Democratico dell'Umbria Walter Verini.

## Vita privata
Tifoso fin da bambino della Ternana Calcio, è appassionato della montagna, pratica lo sci e ha due figli: Martina e Francesco.